# Chicago Massacre: Richard Speck
Chicago Massacre: Richard Speck ist ein US-amerikanischer Horror-Thriller, der den Fall des Serienmörders Richard Speck behandelt. Die Hauptrolle übernahm Corin Nemec.

## Handlung
Richard Speck ist im ländlichen Texas aufgewachsen und wird von seinem Stiefvater physisch, psychisch und möglicherweise sexuell missbraucht. Speck wird im Teenageralter zum Straftäter und wird schließlich zu psychiatrischer Beratung verurteilt, die er vermeidet, indem er die Stadt verlässt. Speck heiratet anschließend eine Frau namens Sissy, die ihn wegen gewaltsamen, erniedrigenden Misshandlungen verlässt. Nach der Scheidung zieht Speck nach Chicago, wo er eine studentische Krankenschwester namens Sharon kennenlernt. Eines Nachts im Jahr 1966 bricht der betrunkene Speck, der Geld für eine Reise nach New Orleans benötigt, in Sharons Schlafsaal ein, um sie und ihre acht Mitbewohner auszurauben. Speck erlebt während des Einbruchs eine psychotische Phase und vergewaltigt und foltert Sharon und sieben der anderen Frauen. Die einzige Überlebende, Sondra Azano, übersteht die Nacht, indem sie sich unter einem Bett versteckt.
Speck verbringt die folgenden Tage damit, in einem betrunkenen Zustand Motels und Bars zu besuchen und sie wieder zu verlassen, um seine Verbrechen einer Prostituierten zu gestehen, die er dann angreift. Die Beamten, die auf die Störung reagieren und nicht wissen, dass Speck wegen Massenmordes gesucht wird, beschlagnahmen lediglich seine Schusswaffe. Speck landet in einer Absteige, wo er einen Selbstmordversuch unternimmt, indem er sich die Pulsadern aufschlitzt. Speck überlebt und wird in ein Krankenhaus eingeliefert. Während der Behandlung von Speck stellt eine Ärztin fest, dass er der Mörder ist, nach dem die Polizei sucht, als sie das Tattoo „Born to Raise Hell“ auf Specks Arm entdeckt.
Speck wird festgenommen und von Sondra im Krankenhaus identifiziert. Zunächst wird die Todesstrafe für seine Verbrechen verhängt. Specks Haftstrafe wird auf 400 bis 1200 Jahre verkürzt, die er im Justizvollzugszentrum Joliet verbüßt. Speck weigert sich, an einer seiner Anhörungen teilzunehmen, ist nicht kooperativ in der Therapie und gibt sich damit zufrieden, den Rest seines Lebens hinter Gittern zu verbringen, wo er 1991 an einem Herzinfarkt stirbt.

## Rezeption
Ammon Gilbert von Arrow in the Head, der Chicago Massacre: Richard Speck mit 2/4 bedachte, lobte Corin Nemecs Darstellung von Speck, kritisierte jedoch alle anderen Aspekte des Films, der unter „einer durcheinandergebrachten Handlung und einer Performance“ leide, die  sich „gehetzt und einfallslos“ anfühle. Steve Barton von Dread Central bewertete den Film mit 2½ von 5 Punkten, lobte die „gute Regie“ und die „soliden Leistungen“und kritisierte heftig das Schauspiel von Joanne Chew, die er als „eine der schlechtesten Schauspielerinnen, die ich in letzter Zeit gesehen habe“  verspottete.
Michael Feifer gewann die Auszeichnung als bester Produzent, während der Film 2007 beim Beverly Hills Film Festival den Audience Choice Award als bester Spielfilm gewann.